# جوزيه سترونج
جوزيه سترونج (بالإنجليزية: Josiah Strong)‏ هو قس أمريكي، ولد في 1847، وتوفي في 1916.